# Fredrik Kopsch
Fredrik Kopsch, född 11 september 1982, är en svensk ekonom och debattör. 
Han är sedan 2023 chefsekonom vid tankesmedjan Timbro. Kopsch har en bakgrund som universitetslektor och docent i fastighetsekonomi vid Lunds universitet, och han har profilerat sig som en stark röst i frågor som rör ekonomi, arbetsmarknad och bostadspolitik. Han har även författat flera böcker, däribland en om bostadspolitik och en kokbok.

## Biografi
Kopsch växte upp i Skärhamn i Bohuslän och gick på gymnasiet i Stenungsund. Efter gymnasiet påbörjade han akademiska studier i nationalekonomi vid Luleå tekniska universitet, där han avlade kandidatexamen. Därefter tog han en masterexamen vid University of Toledo i Ohio, USA. Han fortsatte med doktorandstudier i fastighetsekonomi vid Kungliga Tekniska högskolan och disputerade 2013 på avhandlingen Essays in Regional Economics.
Efter sin doktorsexamen i fastighetsekonomi vid KTH 2013 arbetade Kopsch vid både KTH och Statens väg- och transportforskningsinstitut. År 2016 blev han universitetslektor vid Lunds universitet och senare docent i fastighetsekonomi. Hans forskning har främst rört bostadsmarknaden, särskilt hyresreglering, och han har deltagit som expert i statliga utredningar, bland annat kring fri hyressättning i nyproduktion.

## Skribent och debattör
Kopsch har under sin karriär flitigt deltagit i samhällsdebatten om ekonomi och bostadspolitik, genom debattartiklar i bland annat Svenska Dagbladet och Dagens Nyheter. År 2019 utgav han på SNS Förlag rapporten En hyresmarknad i kris: fortsätt lindra symptomen eller bota sjukdomen?, där han belyste konsekvenserna av den svenska hyresregleringen och argumenterade för att avveckla den. I februari 2023 publicerade Kopsch boken Allt du behöver veta om bostadspolitik (Timbro Förlag), en populärvetenskaplig genomgång av bostadspolitikens utmaningar och lösningar. Utöver sitt arbete som ekonom har Kopsch även intresse för mat och dryck. År 2025 gav han ut kokboken Hembränt, råbiff och dans med Mört-Eva, där han kombinerar recept med skildringar av svensk matkultur och samtal med kända politiker och profiler, exempelvis Håkan Juholt och Edward Blom.
Kopsch började 2020 som senior fellow på Timbro omkring 2020. Efter att Timbros dåvarande chefsekonom Jacob Lundberg lämnat sin tjänst för en roll på Finansdepartementet hösten 2022, rekryterades Kopsch som hans efterträdare, och tillträdde vid årsskiftet 2022/2023. I sin roll på Timbro författar Kopsch analyser och rapporter inom ekonomiska policyfrågor. Han har bland annat skrivit om bostadsmarknaden, arbetsmarknadsfrågor och andra ekonomiska ämnen i Timbros publikationer och andra medier. 2023 tog Kopsch jobb som cykelbud på Foodora för att belysa utmaningar och lösningar på svenska arbetsmarknaden.